# ITPK1
La inositol-tetraquisfosfato 1-quinasa es una enzima que en humanos está codificada por el gen ITPK1.
Participa en las vías de señalización del inositol que regulan la conductancia de los canales de cloruro activados por calcio y, por tanto, podría ser relevante en el estudio de la fibrosis quística.